# Gilan (provins)
Gilan (persisk: گیلان, ) er en af de 30 provinser i Iran. Den ligger langs det Kaspiske hav, vest for provinsen Mazandaran, øst for provinsen Ardabil, nord for provinserne Zanjan og Qazvin. Provinsens hovedby er Rasht. Af andre byer i provinsen kan nævnes Astara, Astaneh-e Ashrafiyyeh, Fuman, Lahijan, Langrud, Masouleh, Rudbar, Rudsar, Talesh og Soumahe Sara.
Provinsens vigtigste havneby er Bandar-e Anzali (før Bandar-e Pahlavi).